# 張緬
張緬（490年—531年），字元長，南朝梁人。
車騎將車張弘策之子。小時後外祖父刘仲景就对他非常鍾愛说: “此兒非常器，为张氏宝也。”性爱书籍，聚书至万余卷。对各家私修《后汉书》、《晋书》有浓厚兴趣。十六歲時受封為挑陽縣侯。早年擔任秘书郎，历官淮南郡、武陵郡太守，官至御史中丞。张缅施行德政，官民称善。梁武帝很欣賞到他，请画工将张的像画於台省，以勉勵當官。拜太子洗马中舍人，迁豫章内史。同侍東宫，俱為昭明太子所禮遇。大通三年（531年），遷升侍中，未及上任，病卒，享年四十二，赠侍中加贞威将军。著有《後漢略》27卷。

## 延伸阅读
[在维基数据编辑]
 《梁書·卷34》，出自姚思廉《梁書》